# 집을 파는 여자
《집을 파는 여자》(일본어: 家売るオンナ)는 2016년 7월 13일부터 9월 14일까지 닛폰 TV 계열에서 매주 수요일 22:00 ~ 23:00 (〈수요드라마〉 시간대)에 방송된 텔레비전 드라마이다. 주연은 키타가와 케이코.
2017년 5월 26일 그 속편인 《돌아온 집을 파는 여자》가 스페셜 드라마로 방송되었다.
2019년 1월 9일부터 3월 13일 제2시리즈로 《집을 파는 여자의 역습》을 방송되었다.

## 캐스트

### 테이코 부동산 주식회사 신주쿠 영업소 매매 중개 영업과
산겐야 마치 (30) - 키타가와 케이코
메구로 영업소에서 신주쿠 영업소 치프로 발령받은, 매출 톱클래스의 영업사원.
야시로 다이 (49) - 나카무라 토오루
컴플라이언스와 조직의 결속을 중시하는 온건파 과장으로, 이혼남이다.
시라스 미카 (28) - 이모토 아야코
아직까지 매출이 없으며, 영업실적도 최하위인 사원.
니와노 세이지 (25) - 쿠도 아스카
테이코 부동산의 사원으로, 산겐야가 매일 끌고 다닌다. 어리버리해보이지만 산겐야에게 끌려 다니며 많은 것을 배우게 된다.
아다치 사토시 (28) - 치바 유다이
사원.
후세 마코토 (50) - 카지하라 젠
사원.
하치노헤 다이스케 (34) - 스즈키 히로키
테이코 부동산의 사원으로, 외국어가 가능한 능력자이나, 실적은 그리 좋진 않다. 산겐야의 조언으로 후에 스페셜편에서 이름을 하치오(八男)로 바꾸게 된다.
타쿠마 고타 (36) - 혼다 치카라
사원.
무로타 마도카 (24) - 아라키 유코
데스크.

### 그 외
타마키 코코로 (30) - 우스다 아사미
야시로가 자주 가는 바 〈치친푸이푸이〉의 마담.

### 게스트
제1화
히지카타 야요이 - 료
대학병원 산부인과의.
히지카타 토오루 - 토가와 타카히로
대학병원 뇌외과의. 야요이의 남편.
제2화
죠가사키 요시키 - 비비루 오오키
취직 후 바로 인간관계에 좌절해, 20년간 은둔형 외톨이로 생활하고 있는 중년 남성.
죠가사키 이즈미 - 키노 하나
요시키의 어머니.
제3화
나츠키 사쿠라 - 하이다 쇼코
상속한 맨션의 매각을 위해 상담.
호사카 히로토 - 나카노 유타
본가를 매각해 거처를 옮길 검토를 하고 있다.
제4화
사와키 미네노 - 카토 카즈코
카리스마 요리 연구가.
토미타 세타로 - 와타나베 테츠
시라스가 공원에서 만난, 홈리스 같은 행색의 남성.
제5화
휴가 시후미 - 토모사카 리에
프리 저널리스트.
쿠사카베 아유무코 - 야마다 마호
출판사 교열부에서 일하는 회사원.
제6화
미야자와 카즈유키 - 토네사쿠 토시히데
노포 화과자 가게 〈미야자와〉의 5대째 사장.
미야자와 마사요 - 타나카 미나코
미야자와의 아내.
오쿠다이라 레오나 - 오노 유리코
미야자와의 애인.
제7화
시라스 키미코 - 하라 히데코
시라스 미카의 어머니.
시라스 타모츠 - 모로 모로오카
시라스 미카의 아버지.
제8화
마에하라 아카네 - 시노다 마리코
기상 예보사.
츠다 준 - 와다 마사토
마에하라의 남편 겸 매니저.
제9화
아마미야 레이 - MEGUMI
니와노의 담당 손님.
최종화
모치즈키 아오이 - 오우키 카나메
마치의 담당 손님으로, 전 프로 발레리나.
모치즈키 칸나 - 홋타 마유
아오이의 딸.

## 스태프
- 각본 - 오오이시 시즈카
- 음악 - 토쿠다 마사히로
- 오프닝 내래이션 - 나카무라 케이코
- 주제가 - GReeeeN 〈beautiful days〉 (ZEN MUSIC)
- 치프 프로듀서 - 이토 히비키
- 프로듀서 - 오다 레나, 야나이 쿠니코 (AXON)
- 연출 - 이노마타 류이치, 사쿠마 노리요시, 야마다 노부요시
- 제작 협력 - AXON
- 제작 저작 - 닛폰 TV

## 방송 일자
| 각 화                                                       | 방송일          | 부제                                                                 | 연출            | 시청률 | 비고                                                   |
| ----------------------------------------------------------- | --------------- | -------------------------------------------------------------------- | --------------- | ------ | ------------------------------------------------------ |
| 제1화                                                       | 2016년 7월 13일 | 나에게 팔리지 않는 집은 없어! 천재적 부동산 소개업자 나타나다!       | 이노마타 류이치 | 12.4%  | 2016년 7월 시작 연속 드라마 중, 첫회 시청률 1위를 기록 |
| 제2화                                                       | 7월 20일        | 상식에 사로잡히지 마라! 천재적 부동산 소개업자VS최강 은둔형 외톨이!! | 이노마타 류이치 | 10.1%  |                                                        |
| 제3화                                                       | 7월 27일        | 한여름의 현지 판매회!                                                | 사쿠마 노리요시 | 12.8%  |                                                        |
| 제4화                                                       | 8월 3일         | 홈리스에게도 집 폭발 판매! 충격 키스 그리고 GO                       | 사쿠마 노리요시 | 12.4%  |                                                        |
| 제5화                                                       | 8월 10일        | 독신녀의 집 구하기!! 니와노가 마치의 고객을 가로 챔!?                | 이노마타 류이치 | 9.5%   |                                                        |
| 제6화                                                       | 8월 17일        | 왕자가 애인에게 집을 팔다!? 여름밤의 사고물건 숙박회                 | 야마다 노부요시 | 11.6%  |                                                        |
| 제7화                                                       | 8월 24일        | 최고로 흉악한 나쁜 사원 마침내 각성!? 니와노 맞선에 GO!              | 이노마타 류이치 | 10.8%  |                                                        |
| 제8화                                                       | 8월 31일        | 연예인의 집 구하기! 야시로와 전 부인의 복연에 마치는…!?              | 사쿠마 노리요시 | 10.8%  |                                                        |
| 제9화                                                       | 9월 7일         | 산겐야류·2세대 주택 폭발 판매 프로젝트 시동!                         | 야마다 노부요시 | 12.4%  |                                                        |
| 최종화                                                      | 9월 14일        | 안녕 산겐야 마치! 진퇴를 건 최후의 집 폭발 판매!                     | 사쿠마 노리요시 | 13.0%  |                                                        |
| 평균 시청률 11.6% (시청률은 칸토 지구·비디오 리서치사 조사) |                 |                                                                      |                 |        |                                                        |

- 첫회 10분 확대 (22:00 ~ 23:10).